# Gerhart-Hauptmann-Museum (Erkner)

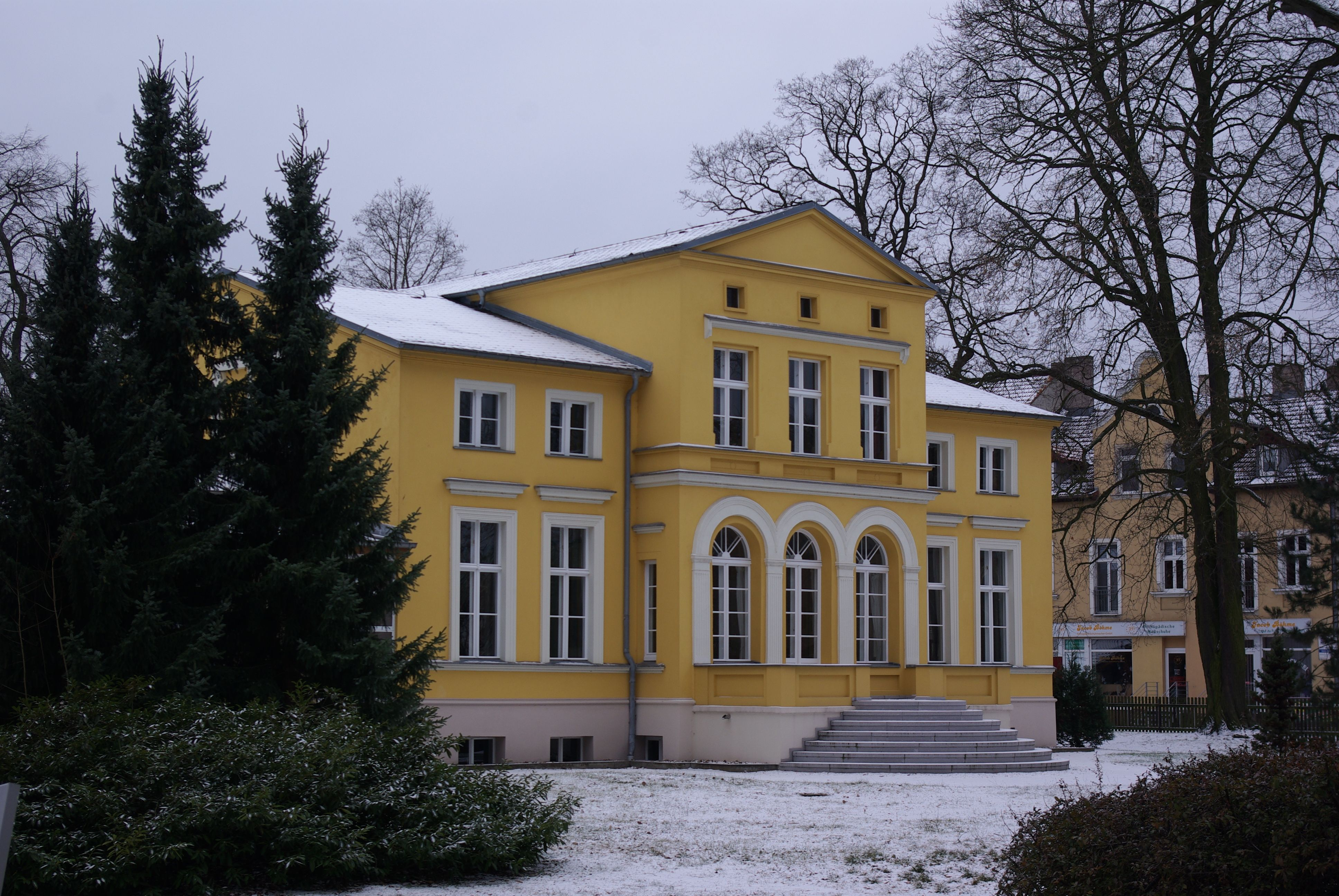
Die Villa Lassen

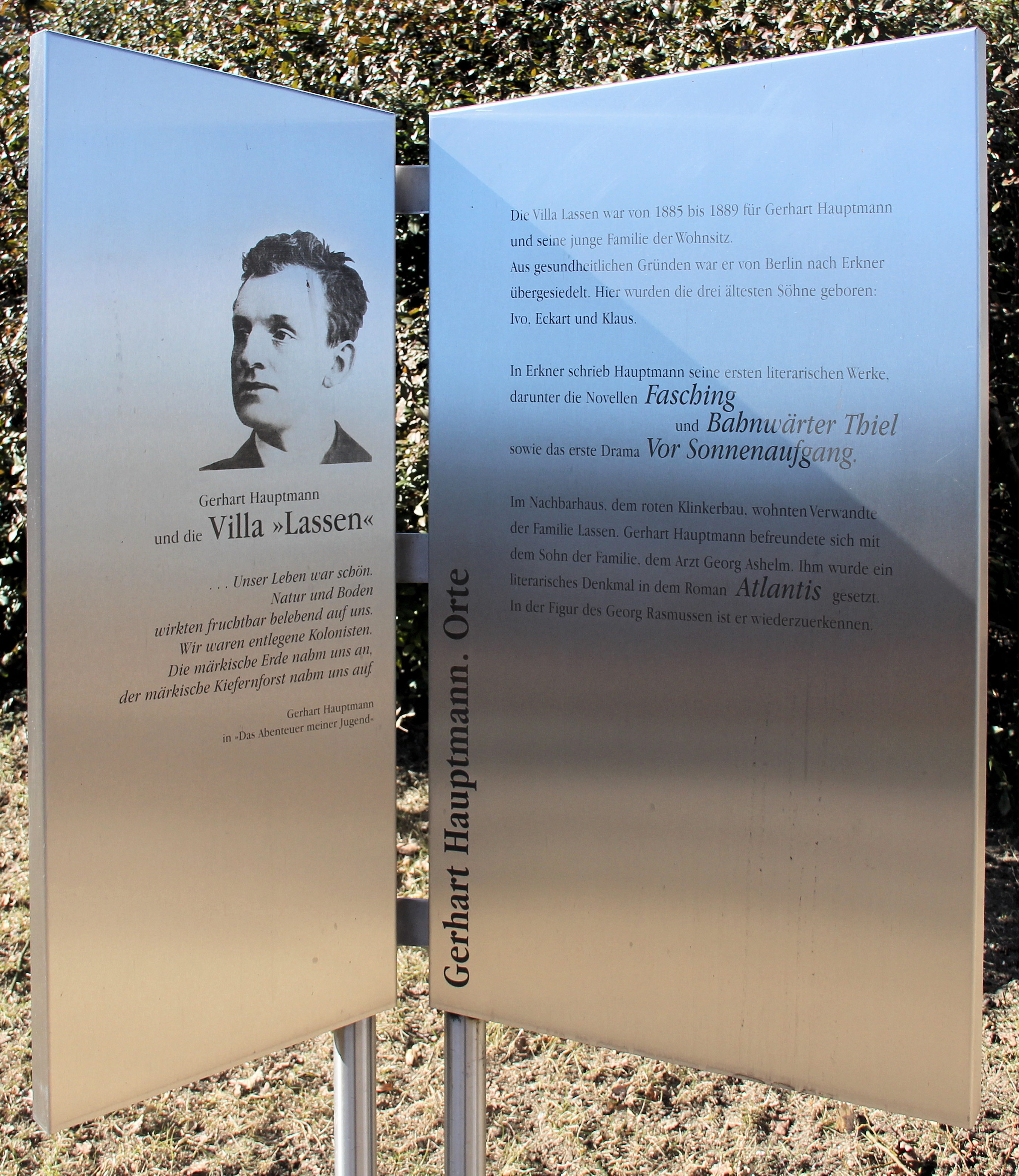
Gedenktafel vor dem Haus, Gerhart-Hauptmann-Straße 1, in Erkner

Das Gerhart-Hauptmann-Museum in Erkner ist eine Gedenkstätte an den Dichter und Literaturnobelpreisträger Gerhart Hauptmann. Er lebte dort in der Villa Lassen zusammen mit seiner Ehefrau Marie von 1885 bis 1889. Die Villa Lassen steht unter Denkmalschutz.

## Geschichte
Schon kurz nach dem Tod von Gerhart Hauptmann im Jahre 1946 sollte ein Gerhart-Hauptmann-Museum entstehen. Der Nachlass von Hauptmann wurde damals in Berlin-Müggelheim eingelagert. 1948 wurde das Hauptmann-Archiv im Hohenhaus in Radebeul gegründet. Die in Müggelheim verbliebenen Reste wurden dem Märkischen Museum in Berlin übergeben, wo eine Gedenkstätte bis 1981 bestanden hat. Das Hauptmann-Archiv in Radebeul wurde 1982 aufgelöst; die Bestände wurden Ende 1982 in die Gedenkstätte in Erkner überführt.
1957 wurde in der Villa Lassen ein Gedenkraum mit dem damals in Erkner gesammelten Archivmaterial eingerichtet. Nach Restaurierung der Villa von 1986 bis 1987 wurde das Museum am 14. November 1987, einen Tag vor Gerhart Hauptmanns 125. Geburtstag, eröffnet. Das Museum ist seit Anfang 2023 geschlossen.

## Museum
Das Ziel des Museums ist, ein umfangreiches Bild über das Leben von Gerhart Hauptmann zu zeigen. Im ersten Teil des Museums wird systematisch das Leben von Hauptmann gezeigt. So werden Werke beschrieben, wie Die Weber und Der Biberpelz, und Erstausgaben seiner Werke gezeigt. Zu sehen ist auch die Verleihurkunde des Nobelpreises. Im ersten Stock werden die Räume gezeigt, in denen Hauptmann gelebt hat. Die Möbel sind größtenteils keine Originale, stammen aber aus der Zeit, als Hauptmann in Erkner lebte, wie das Sofa und die zwei Sessel. Die Schränke aus dem Arbeitszimmer stammen aus der Wohnung in Berlin-Grunewald, die Hauptmann ab 1897 bewohnt hatte.
Die Sammlung enthält neben den Ausstellungsgegenständen etwa 30.000 Gegenstände zu Leben und Werk von Gerhart Hauptmann, zudem Sammlungsstücke aus bedeutenden Nachlässen, so u. a. die Teilnachlässe von Johannes Maximilian Avenarius (1887–1954) und Charlotte Elfriede Pauly (1886–1981) sowie Sammlungsgegenstände aus dem Nachlass von Paul Albert Glaeser-Wilken (1874–1942) und Vorlass von Paul Alfred Kleinert.

## Museumsverbund
Im Museumsverbund Gerhart Hauptmann arbeiten vier Einrichtungen in Deutschland und Polen zusammen, die als Thema Gerhart Hauptmann haben. Diese befinden sich in Deutschland neben Erkner in Hiddensee sowie in Polen in Jagniątków und Schreiberhau (polnisch: Szklarska Poręba). Später dazugekommen im Verbund ist das Hohenhaus im sächsischen Radebeul, der Ort, wo Gerhart Hauptmann seine Ehefrau Marie geborene Thienemann sowie seine Brüder deren Schwestern kennengelernt haben.